# Národní basketbalová liga 2004-2005
La Národní basketbalová liga 2004-2005 è stata la 13ª edizione del massimo campionato ceco di pallacanestro maschile. La vittoria finale è stata ad appannaggio del ČEZ Nymburk.

## Regular season
|     | Squadra             | G  | V  | P  | PF   | PS   | Pt. | Qualificazione      |
| --- | ------------------- | -- | -- | -- | ---- | ---- | --- | ------------------- |
| 1.  | ČEZ Nymburk         | 22 | 22 | 0  | 2148 | 1649 | 44  | poule scudetto      |
| 2.  | Prostějov           | 22 | 16 | 6  | 1988 | 1756 | 38  | poule scudetto      |
| 3.  | A Plus ŽS Brno      | 22 | 16 | 6  | 1792 | 1592 | 38  | poule scudetto      |
| 4.  | Mlékárna Kunín      | 22 | 15 | 7  | 1837 | 1763 | 37  | poule scudetto      |
| 5.  | SČE Děčín           | 22 | 14 | 8  | 1956 | 1802 | 36  | poule scudetto      |
| 6.  | Sparta Praga        | 22 | 11 | 11 | 2030 | 1877 | 33  | poule scudetto      |
| 7.  | NH Ostrava          | 22 | 6  | 13 | 1692 | 1789 | 31  | poule retrocessione |
| 8.  | Houseři Brno        | 22 | 9  | 13 | 1756 | 1858 | 31  | poule retrocessione |
| 9.  | SČP Ústí nad Labem  | 22 | 8  | 14 | 1596 | 1826 | 30  | poule retrocessione |
| 10. | USK Praga           | 22 | 6  | 16 | 1650 | 1809 | 28  | poule retrocessione |
| 11. | Synthesia Pardubice | 22 | 4  | 18 | 1668 | 1980 | 26  | poule retrocessione |
| 12. | Opava               | 22 | 2  | 20 | 1573 | 1985 | 24  | poule retrocessione |

## Seconda fase

### Poule scudetto
|    | Squadra        | G  | V  | P  | PF   | PS   | Pt. | Qualificazione |
| -- | -------------- | -- | -- | -- | ---- | ---- | --- | -------------- |
| 1. | ČEZ Nymburk    | 32 | 30 | 2  | 3095 | 2530 | 62  | playoffs       |
| 2. | Prostějov      | 32 | 23 | 9  | 2895 | 2640 | 55  | playoffs       |
| 3. | Mlékárna Kunín | 32 | 21 | 11 | 2727 | 2614 | 53  | playoffs       |
| 4. | A Plus ŽS Brno | 32 | 20 | 12 | 2594 | 2386 | 52  | playoffs       |
| 5. | SČE Děčín      | 32 | 17 | 15 | 2738 | 2637 | 49  | playoffs       |
| 6. | Sparta Praga   | 32 | 13 | 19 | 2849 | 2779 | 45  | playoffs       |

### Poule retrocessione
|     | Squadra             | G  | V  | P  | PF   | PS   | Pt. | Qualificazione                     |
| --- | ------------------- | -- | -- | -- | ---- | ---- | --- | ---------------------------------- |
| 7.  | NH Ostrava          | 32 | 14 | 18 | 2475 | 2570 | 46  | playoffs                           |
| 8.  | SČP Ústí nad Labem  | 32 | 14 | 18 | 2377 | 2632 | 46  | playoffs                           |
| 9.  | Houseři Brno        | 32 | 14 | 18 | 2557 | 2653 | 46  |                                    |
| 10. | USK Praga           | 32 | 11 | 21 | 2426 | 2573 | 43  |                                    |
| 11. | Synthesia Pardubice | 32 | 9  | 23 | 2477 | 2798 | 41  |                                    |
| 12. | Opava               | 32 | 6  | 26 | 2380 | 2778 | 38  | retrocessa in 1. basketbalová liga |

## Playoffs
|  | Quarti di finale | Quarti di finale | Quarti di finale |                |                | Semifinali  | Semifinali | Semifinali |  |  | Finali | Finali      | Finali |
|  |                  |                  |                  |                |                |             |            |            |  |  |        |             |        |
|  | 1.               | ČEZ Nymburk      | 3                |                |                |             |            |            |  |  |        |             |        |
|  | 8.               | Ústí nad Labem   | 0                |                |                |             |            |            |  |  |        |             |        |
|  | 8.               | Ústí nad Labem   | 0                |                | 1.             | ČEZ Nymburk | 3          |            |  |  |        |             |        |
|  |                  |                  |                  |                | 1.             | ČEZ Nymburk | 3          |            |  |  |        |             |        |
|  |                  | 4.               | Brno             | 0              |                |             |            |            |  |  |        |             |        |
|  | 4.               | 4.               | Brno             | 0              | Brno           | 3           |            |            |  |  |        |             |        |
|  | 4.               |                  |                  |                | Brno           | 3           |            |            |  |  |        |             |        |
|  | 5.               | Děčín            | 2                |                |                |             |            |            |  |  |        |             |        |
|  |                  |                  |                  |                |                |             |            |            |  |  | 1.     | ČEZ Nymburk | 4      |
|  |                  |                  | 3.               | Mlékárna Kunín | 1              |             |            |            |  |  |        |             |        |
|  | 2.               | Prostějov        | 3                |                |                |             |            |            |  |  |        |             |        |
|  | 7.               | Nová huť Ostrava | 0                |                |                |             |            |            |  |  |        |             |        |
|  | 7.               | Nová huť Ostrava | 0                |                | 2.             | Prostějov   | 2          |            |  |  |        |             |        |
|  |                  |                  |                  |                | 2.             | Prostějov   | 2          |            |  |  |        |             |        |
|  |                  | 3.               | Mlékárna Kunín   | 3              |                |             |            |            |  |  |        |             |        |
|  | 3.               | 3.               | Mlékárna Kunín   | 3              | Mlékárna Kunín | 3           |            |            |  |  |        |             |        |
|  | 3.               |                  |                  |                | Mlékárna Kunín | 3           |            |            |  |  |        |             |        |
|  | 6.               | Sparta Praga     | 0                |                |                |             |            |            |  |  |        |             |        |

| Národní basketbalová liga 2004-2005 |
| ----------------------------------- |
| ČEZ Nymburk 2º titolo               |

## Squadra vincitrice
| N° | Naz.                   | Ruolo | Sportivo            |      | Alt. |  |
| -- | ---------------------- | ----- | ------------------- | ---- | ---- |  |
| 4  | Rep. Ceca (bandiera)   | AP    | Ladislav Horák      | 1986 | 203  |  |
| 5  | Rep. Ceca (bandiera)   | C     | Jiří Zídek          | 1973 | 213  |  |
| 5  | Rep. Ceca (bandiera)   | AP    | Ladislav Sokolovský | 1977 | 200  |  |
| 5  | Stati Uniti (bandiera) | A     | Ashante Johnson     | 1976 | 206  |  |
| 6  | Stati Uniti (bandiera) | A     | Adam Hess           | 1981 | 201  |  |
| 9  | Rep. Ceca (bandiera)   | C     | Jiří Trnka          | 1972 | 213  |  |
| 10 | Rep. Ceca (bandiera)   | G     | Pavel Beneš         | 1975 | 190  |  |
| 11 | Stati Uniti (bandiera) | P     | Maurice Whitfield   | 1973 | 186  |  |
| 12 | Rep. Ceca (bandiera)   | A     | Radek Nečas         | 1980 | 204  |  |
| 14 | Rep. Ceca (bandiera)   | AP    | Jiří Novotný        | 1977 | 199  |  |
| 15 | Croazia (bandiera)     | G     | Denis Mujagič       | 1969 | 193  |  |
| 16 | Rep. Ceca (bandiera)   | G     | Michal Hubálek      | 1987 | 193  |  |
| 17 | Rep. Ceca (bandiera)   | AP    | Zdeněk Hanzlík      | 1987 | 200  |  |
| 33 | Rep. Ceca (bandiera)   | AG    | Stanislav Votroubek | 1981 | 215  |  |
|    | Rep. Ceca (bandiera)   | All.  | Michal Ježdík       |      |      |  |